# Mohammed ed-Dib
Muhammad Ahmed al-Hamed (n. 1931) (mai bine cunoscut ca Mohammed ed-Dib sau Muhammed edh-Dhib, arabă: محمد الذئب‎; "Mohammed Lupul") ) este un păstor beduin din tribul Ta'amireh (taamirilor), cu reședința în Betleem, care a descoperit Manuscrisele de la Marea Moartă în iarna 1946/47.

## Manuscrisele de la Marea Moartă
În iarna dintre 1946-47, primăvara 1947, câțiva beduini din tribul seminomad al taamirilor au descoperit în ținutul deșertic Wadi-Qumran (Iordania, la 2 km. de Marea Moartă și 13 km. de Ierihon) într-o peșteră câteva suluri din piele în limba ebraică. Peste aproape 10 ani, Mohammed ed-Dib apare în fața unei comisii pentru a explica cum a descoperit primele suluri.
Potrivit lui W. H. Brownly, în 1947 Mohammed ed-Dib avea grijă de 50 de capre, alături de alți doi păstori și turmele acestora. În timp ce căuta o capră rătăcită, Mohammed ed-Dib a dat peste o peșteră a cărei intrare se deschidea ca un puț. Inițial a început să arunce cu pietre prin deschizătură, în urma cărora se auzeau zgomote ca de oale sparte. După ce a coborât în peșteră a găsit câteva vase de lut pe care le-a spart cu bățul. Din cel mai mic vas de lut a luat câteva suluri acoperite cu mâzgălituri pe care le-a dus acasă. Abia peste doi ani, unchiul său a luat sulurile pentru a le arăta unui negustor din Betleem pentru a afla dacă au vreo valoare.
Există și alte variante ale descoperirii lui Mohammed ed-Dib cu amănunte contradictorii.